# Siegen-Wittgenstein (district)
Districtul Siegen-Wittgenstein este un district rural (în germană: Kreis) în landul Renania de Nord-Westfalia, Germania.